# Hernán Alvarado
Hernán Alvarado Guerrero (Puntarenas, 25 de noviembre de 1932-San José, 7 de mayo de 2004) fue un futbolista profesional y entrenador costarricense.

## Trayectoria
Inició su carrera en 1947 con el Club Sport Costa Rica de Puntarenas, pero no sería hasta 1950 cuando haría su debut en la Primera División de Costa Rica con el Club Sport La Libertad. Llegaría al Club Sport Herediano en 1959, donde se proclamaría campeón del 1961. Al año siguiente se retira del fútbol profesional. 
A nivel de selecciones nacionales disputó en 27 juegos internacionales de clase A entre 1953 y 1961. Fue campeón en tres ocasiones del Campeonato Centroamericano y del Caribe  en 1953, 1955 y 1960, así como  miembro del célebre grupo de los Chaparritos de Oro, que ocupó el tercer lugar en el Campeonato Panamericano de Fútbol en 1956.
Como director técnico, dirigió al Club Sport Herediano en la temporada de 1970, así como al Municipal Puntarenas, Asociación Deportiva Ramonense y Municipal Liberia.
Se máxima distinción individual es su incorporación a la Galería Costarricense del Deporte en 1986.

## Clubes

### Como jugador
| Club                   | País       | Año       |
| ---------------------- | ---------- | --------- |
| Club Sport La Libertad | Costa Rica | 1950-1959 |
| Club Sport Herediano   | Costa Rica | 1959-1962 |

### Como técnico
| Club                           | País       | Año  |
| ------------------------------ | ---------- | ---- |
| Municipal Puntarenas           | Costa Rica |      |
| Asociación Deportiva Ramonense | Costa Rica |      |
| Municipal Liberia              | Costa Rica |      |
| Club Sport Herediano           | Costa Rica | 1970 |

## Palmarés

### Como jugador

#### Títulos nacionales
| Título           | Club            | País       | Año  |
| ---------------- | --------------- | ---------- | ---- |
| Primera División | C. S. Herediano | Costa Rica | 1961 |

#### Títulos internacionales
| Título                     | Equipo     | Sede       | Año  |
| -------------------------- | ---------- | ---------- | ---- |
| Campeonato Centroamericano | Costa Rica | Costa Rica | 1953 |
| Campeonato Centroamericano | Costa Rica | Honduras   | 1955 |
| Campeonato Centroamericano | Costa Rica | Cuba       | 1960 |
| Campeonato Centroamericano | Costa Rica | Costa Rica | 1961 |